# Валсерберг
Валсерберг (нід. Vaalserberg) — височина, найвища точка Нідерландів, провінція Лімбург. 

## Географія
Височина розташована на півдні країни, геологічно належить до Арденнських гір. Адміністративно територія належить до муніципалітету міста Валс провінції Лімбург. Найвища точка (321 м) країни відмічена невеликим пам'ятником.
Валсерберг також знаний як місце перетину кордону трьох країн — Бельгії, Нідерландів та Німеччини, на місці якого також стоїт пам'ятний знак з прапорами держав. Відома також і назва Viergrenzenweg («чотири кордони»), бо в 1816—1920 рр тут був кордон і з нейтральним Мореснетом.
На схід, на німецькій території розташоване місто Аахен. Перетин кордону між країнами вільний.

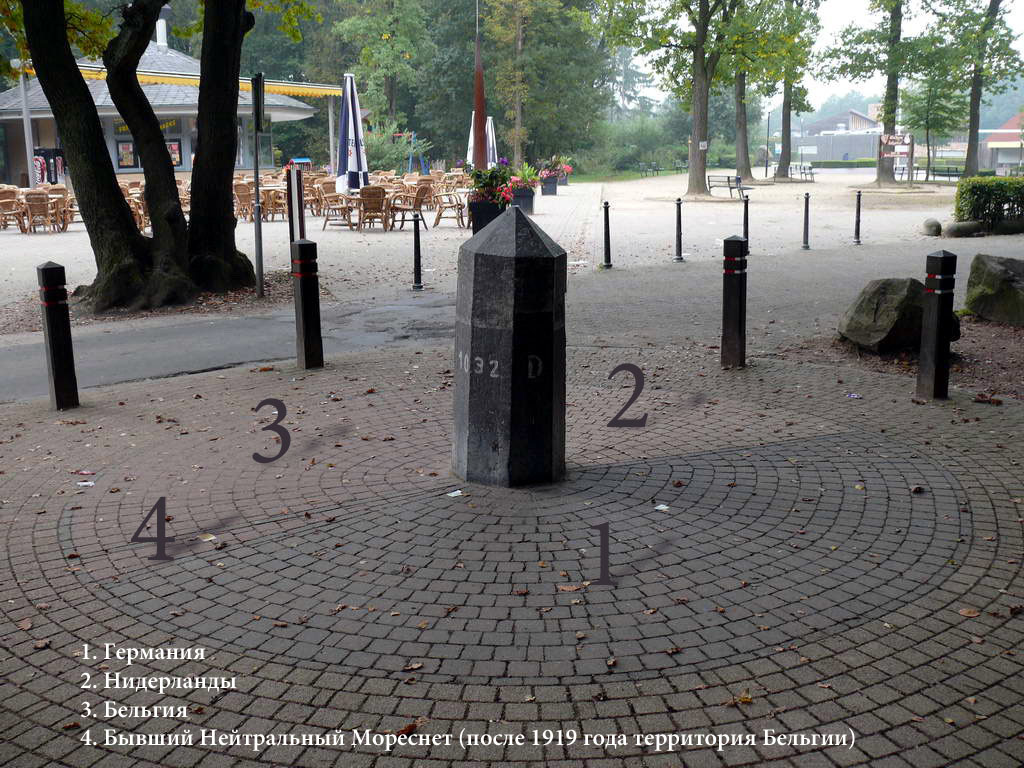
Точка перетину кордону трьох країн:
1.Німеччина
2.Нідерланди
3.Бельгія
4.Нейтральний Мореснет (тепер територія Бельгії)